# Edward Weston
Edward Weston (24 de marzo de 1886 - 1 de enero de 1958) fue un fotógrafo estadounidense que se caracterizó por utilizar una cámara fotográfica de placas con un formato de 18 X 24 cm y emplear el primer plano en temas naturales para obtener formas poco corrientes. Fue uno de los fotógrafos más importantes de la fotografía directa y cofundador del Grupo f/64.
Nacido el 24 de marzo de 1886 en Highland Park, desde temprana edad destacó por su trabajo artístico en fotografía en blanco y negro, aunque en sus comienzos se encuadraba en el pictorialismo. En 1911 abrió un estudio de retratos en Glendale y en 1914 fue miembro fundador de Los Angeles Camera Pictorialist sin embargo en los años veinte evolucionó hacia una fotografía más abstracta. En 1921 conoció a Tina Modotti que se convirtió en su amante y por ello entre 1923 y 1925 mantuvo un estudio en México y se relacionó con los movimientos artísticos del momento. La influencia de su amigo el pintor Diego Rivera supuso un cambio completo en su estilo.
El 12 de abril de 1924 expuso una serie de fotografías con tema industrial en el Café de Nadie, durante la Velada Estridentista, donde se dieron cita los artistas experimentales de diversas nacionalidades que en ese momento trabajaban o estaban de visita en la Ciudad de México. Colaboró en el Estridentismo por medio de publicaciones en las revistas estridentistas Irradiador y Horizonte. Durante su estancia en México mantuvo amistad con Manuel Álvarez Bravo, Nahui Ollin y Frida Kahlo.
En 1927 regresó a California instalado poco después un nuevo estudio en Carmel contando con la colaboración de su hijo Brett.  En sus trabajos fotográficos ya empieza a emplear una gran profundidad de campo y un alto nivel de enfoque en las escenas de paisajes y en sus retratos y de modo especial en los primeros planos de formas naturales poco usuales, que fueron las que le hicieron famoso posteriormente. La mayoría de su obra la realizó en una cámara de fuelle de 8x10 pulgadas lo que le permitía mayor nitidez y definición en las fotografías y poder obtener las copias en papel por contacto. En 1932 es miembro fundador del grupo f/64 que propone esta estética próxima al realismo, que se enfrenta a la concepción pictorialista de la fotografía.
En 1937 obtuvo una beca de la Fundación Solomon R. Guggenheim que fue la primera que se dio a un fotógrafo. Su compañera Charis Wilson convivió con él desde 1934 a 1945, año en que se divorció y durante esa época realizó varios trabajos por encargo como la ilustración de Hojas de hierba de Walt Whitman, o colaboraciones con Willard Van Dyke o Nancy Newhall.
Sus últimas fotografías las tomó en la reserva de Point Lobos en 1948 y en esa época ya estaba afectado por la enfermedad de Parkinson. Murió en su casa de Wildcat Hill en Carmel Highlands en Big Sur, California el 1 de enero de 1958.